# بیاضه (سوریه)
بیاضه (عربی: البیاضة یک منطقهٔ مسکونی در سوریه است که در منطقه حمص واقع شده‌است. بیاضه ۳۵٬۰۱۰ نفر جمعیت دارد.
زمانی که این منطقه تحت کنترل ارتش آزاد سوریه قرار داشت، یروهای دولت سوریه به آن حمله کردند، این منطقه مورد نخستین حملات تسلیحات شیمیایی جنگ داخلی سوریه در ۲۳ دسامبر ۲۰۱۲ قرار گرفت، که در آن حدود ۱۰۰ نفر از ساکنان کشته شدند.